# Лукас ди Граси
Лукас ди Граси (на португалски: Lucas di Grassi) e бразилски автомобилен състезател от Формула E, роден на 11 август 1984 година в Сао Пауло, Бразилия. Има 19 старта в световния шампионат с отбора на Върджин.